# Psykoneuroendokrinologi
Psykoneuroendokrinologi är läran om sambandet mellan neuroendokrinologi och psyket. Det är ett tvärvetenskapligt fält där psykologi, psykiatri, neurologi och endokrinologi möts. Ämnet har framför allt betydelse för etiologi och farmakologi.
Psykoneuroendokrinologin började växa fram som forskningsfält på 1960-talet, och då i synnerhet gällande studier på hur stress yttrar sig psykiskt och endokrint. Ungefär samtidigt lades fram belägg för att posttraumatisk stress kan yttra sig i tyreotoxikos, och att hirsutism hos kvinnor korrelerar med emotionell hyperreaktivitet. 
Tre stora forskningsområden för psykoneuroendokrinologin är stressreaktioner, endokrina tillstånd vid psykiska störningar, samt sambandet mellan näringsrubbningar, endokrina sjukdomar och beteenden eller psykisk hälsa. 
Ämnet ägnar sig också åt att studera hjärnans funktion och topografi vid olika tillstånd som faller inom området, till exempel hur hippocampus och putamens volym korrelerar med olika psykiska tillstånd, kognitiva förmågor och hormonrubbningar.
Ett näraliggande forskningsområde är psykoneuroimmunologi.